# Callistemon comboynensis
Callistemon comboynensis, también conocida con el nombre común de escobillón rojo, es un arbusto de la familia Myrtaceae. Es nativa de los estados de Queensland y Nueva Gales del Sur en Australia.

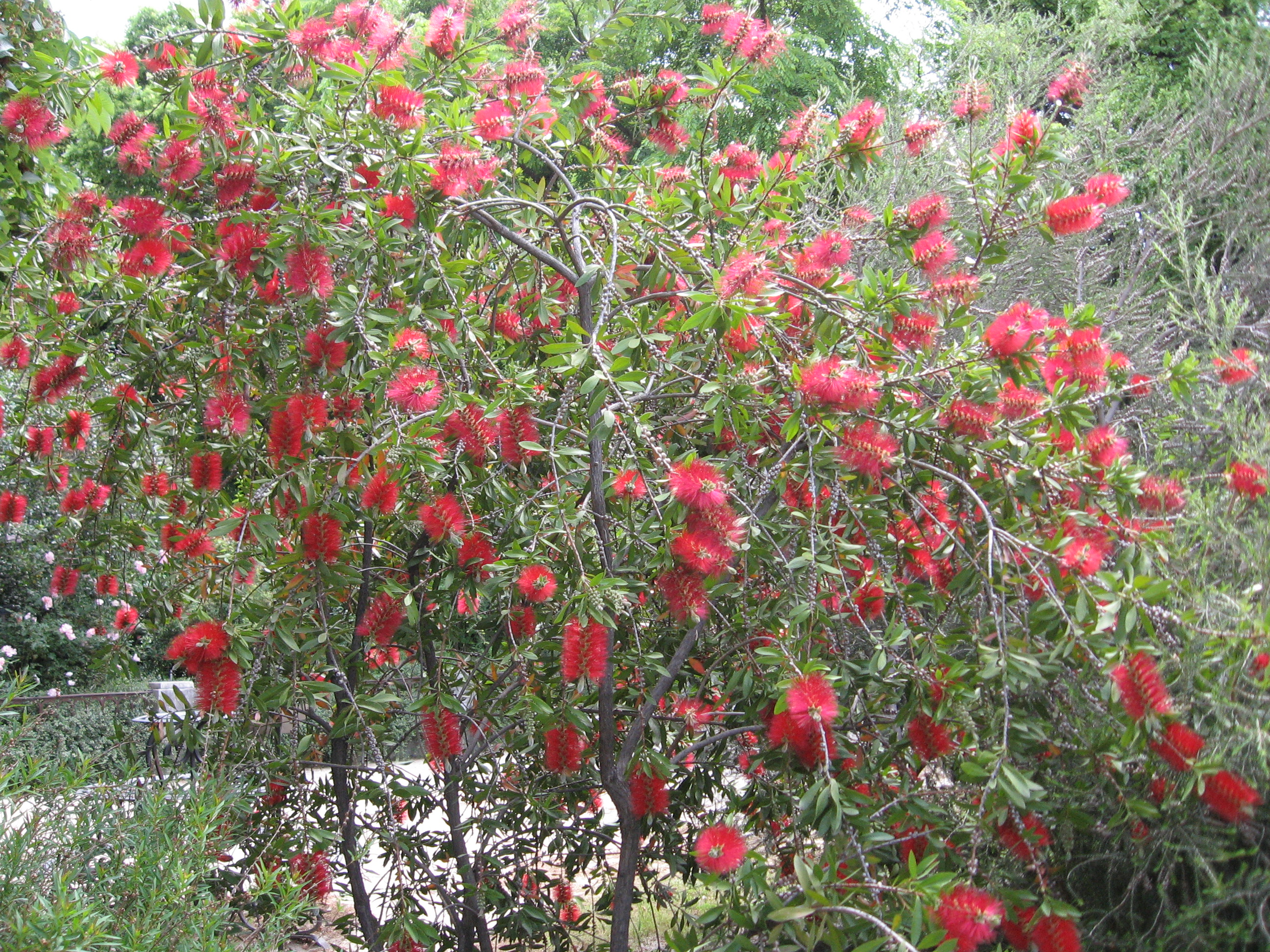
Vista de la planta

## Descripción
La especie alcanza hasta 2 metros de altura y tiene hojas que tienen de 5 a 7 cm de largo y 8 a 20 mm de ancho. La flor es de color carmesí y se produce principalmente entre marzo y junio (inicio del otoño y principios de invierno) en su lugar de origen, pero también puede aparecer irregularmente durante el año. Tienen de 6 a 7 cm de longitud y alrededor de 6,5 cm de diámetro. Las anteras son de color púrpura.

## Taxonomía
Callistemon comboynensis fue descrita por Edwin Cheel y publicado en Proceedings of the Linnean Society of New South Wales, ser. 2 68: 184. 1943.
Etimología
Callistemon: nombre genérico que proviene del griego, y significa de "estambres hermosos", aludiendo a lo espectacular de sus inflorescencias.
comboynensis: epíteto
Sinonimia
- Melaleuca comboynensis (Cheel) Craven, Novon 16: 471 (2006).[2]